# Federación Española de Remo
La Federación Española de Remo (FER) es el máximo organismo nacional de remo en España. Su sede está en Madrid y su actual presidente es Asunción Loriente Pérez. Fue fundada el 18 de mayo de 1918 en la sede social del Club Marítimo de Barcelona.

## Presidentes
- Joan Camps (1918-1925)
- Tomás Mallol Bosch (1925-1930)
- José Martínez Llobet (1930-1932)

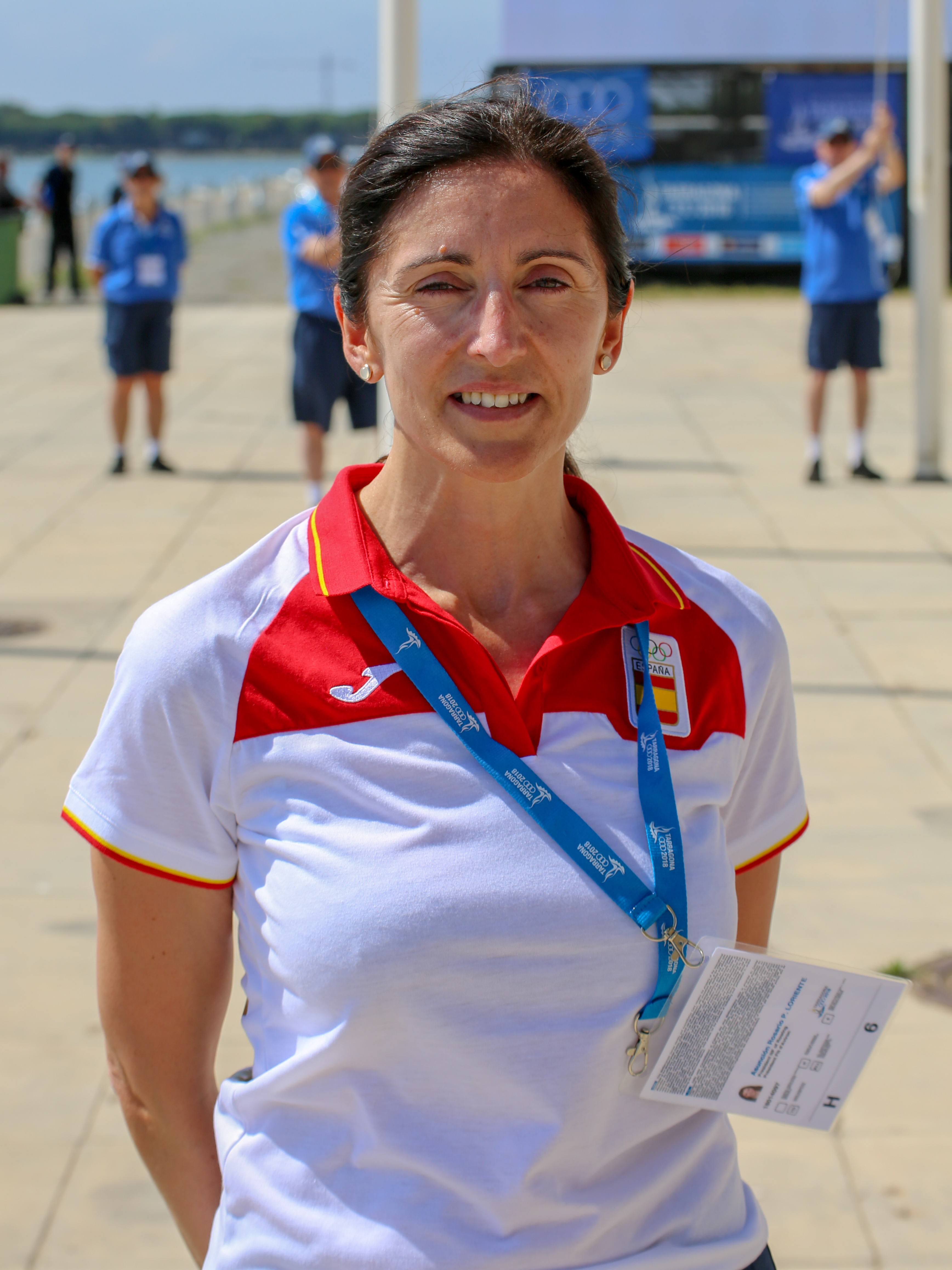
Asunción R. Loriente Pérez

- Antonio Campiani Castellari (1932-1933)
- Enrique Puig Just (1933-1938)
- Jaime Giralt Casanovas (1938-1940)
- Juan de Bona y Orbeta (1940-1942)
- Juan Bautista Erice (1942-1947)
- Salvador Garreta Roca (1947-1960)
- Miguel Ángel Llano de la Vega (1960-1967)
- Mariano Cuguero Conchello (1967-1971)
- Félix Erdocia Martiarena (1971-1985)
- Francisco Zuriarrain Altuna (1985-1989)
- José Fernández Vaqueriza (1989-1993)
- Fernando Climent Huertas (1993-2016)
- Luis Miguel Oliver Cañadas (2016-2018)[1]
- Asunción Loriente Pérez (2018-presente)[2]